# Дейкерс, Герри
Герри Дейкерс  (нидерл. Gerrie Deijkers; 13 ноября 1946, Бреда, Нидерланды — 29 октября 2003, там же) — нидерландский футболист , выступавший в амплуа полузащитника.

## Карьера
Дейкерс родился в 1946 году в городе Бреда. Первой командой стала «Бароние», где за 6 сезонов  сыграл много матчей, и забил 28 голов. После чего на сезон подписал контракт с «Бредой», где за сезон сыграл 28 матчей и забил 8 голов. Затем сыграл сезон в амстердамском  «Виллем», где за один сезон наколотил 25 голов в 32 матчах.
В 1970 году он подписал двух сезонный контракт с клубом «ДВС», где сыграл более 50 матчей и забил 10 голов. Также сезон провёл в клубе «Де Графсхап».
В сезоне 1973/74 он подписал шестилетний контракт с эйндховенским «ПСВ», где завоевал шесть титулов — трижды стал чемпионом Нидерландов, дважды Кубок Нидерландов, и в сезоне 1977/78 выиграл Кубок УЕФА. Кроме этого, в том же сезоне стал лучшим бомбардиром турнира, вместе с Раймондо Понте забив по восемь голов. Всего за эйндховенцев , Дейкерс сыграл 170 матчей и забил 35 голов.
В бельгийском клубе «Беринген» он провёл один сезон, где сыграл 8 матчей и забил 2 гола.
За сезон в «Витессе» он сыграл 20 матчей и забил 12 голов.
Умер в 2003 году из-за внезапной остановки сердца.

## Достижения

### Клубные
ПСВ
- Чемпион Нидерландов (3: 1975, 1976, 1978)
- Обладатель Кубка Нидерландов (2 :1974, 1976)
- Обладатель Кубка УЕФА (1977-78)

### Личные
- Лучший бомбардир Кубка УЕФА (8 голов, 1977/1978) — совместно с Раймондо Понте